# Sedan (nadwozie)
Sedan, kareta, berlina, notchback (ang. notch „szczebel, stopień”; back „tył”) – rodzaj trójbryłowego, zamkniętego nadwozia samochodu osobowego, z wyraźnie oddzielonymi przedziałami: silnikowym i bagażowym. W okresie od lat 50. do 90. XX wieku był to najczęściej spotykany rodzaj nadwozi samochodowych. Nadwozie typu sedan nadal uważane jest za klasyczne i eleganckie.
Nadwozia typu sedan pojawiły się w latach 20. XX wieku jako nadwozia zamknięte, w których kierowca nie był oddzielony w osobnym przedziale od pasażerów. Historycznie z francuskiego były też określane conduite intérieure. Pozwoliło to na rozpowszechnienie się nadwozi zamkniętych także w mniejszych i tańszych samochodach.
Sedan dwudrzwiowy (często nazywany Coupé)nadwozie zamknięte (4–6 miejsc siedzących), 4 okna boczne, szyby opuszczane tylko w drzwiach. Boczne okna rozdzielane są stałymi słupkami będącymi elementami nośnymi nadwozia.
Sedan czterodrzwiowyobszerne nadwozie zamknięte, z 4–6 wygodnymi miejscami siedzącymi, boczne okna rozdzielone stałymi słupkami.
Sedan hardtopHard Top (ang. – twardy dach) oznacza sztywny, nakładany, bądź zamontowany na stałe dach, często odróżniający się fakturą (materiałem z jakiego jest wykonany) od reszty nadwozia. Charakteryzuje się ono brakiem słupków pomiędzy bocznymi oknami. Szyby w drzwiach opuszczają się w całości (jeśli występuje ramka dookoła szyby to opuszcza się razem z szybą). Rodzaj ten rozpowszechniony był głównie w USA w latach 60. Reszta nadwozia podobnie jak sedan 2- lub 4-drzwiowy.
Luksusowe, duże nadwozie tego typu nazywane jest limuzyną (nazwa stosowana bywa na określenie każdego 4-drzwiowego nadwozia typu sedan).

## Podział ze względu na wielkość

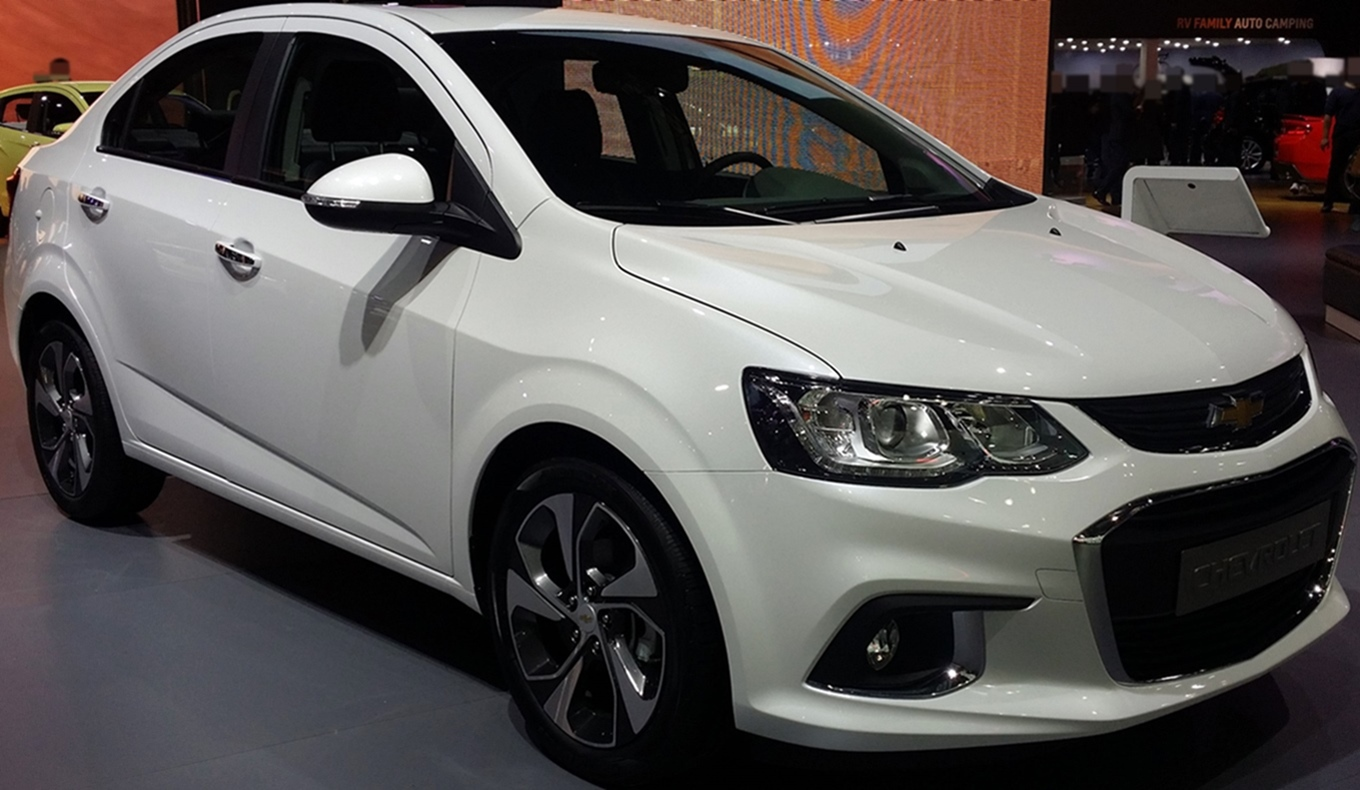
Chevrolet Aveo

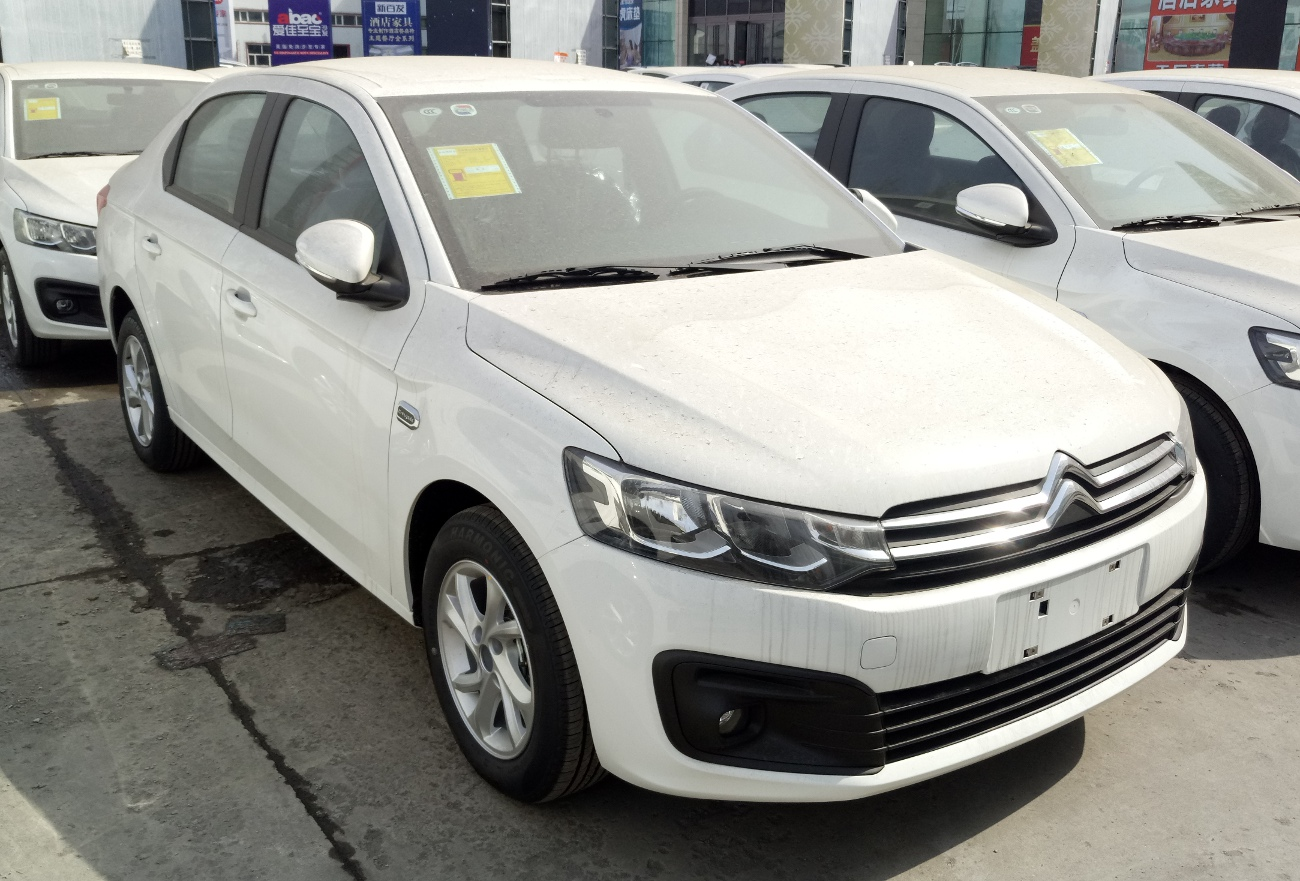
Citroën C-Elysée

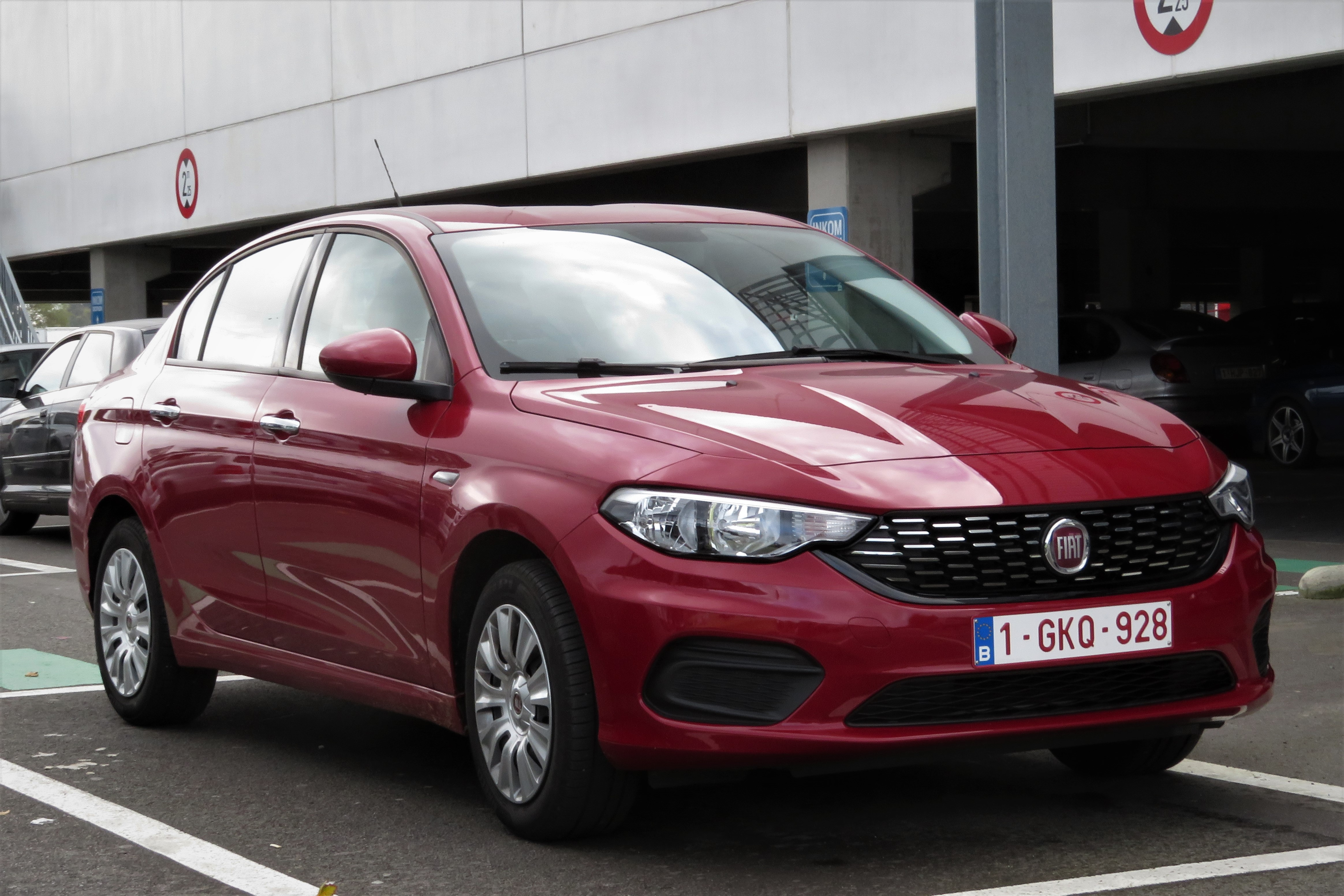
Fiat Tipo

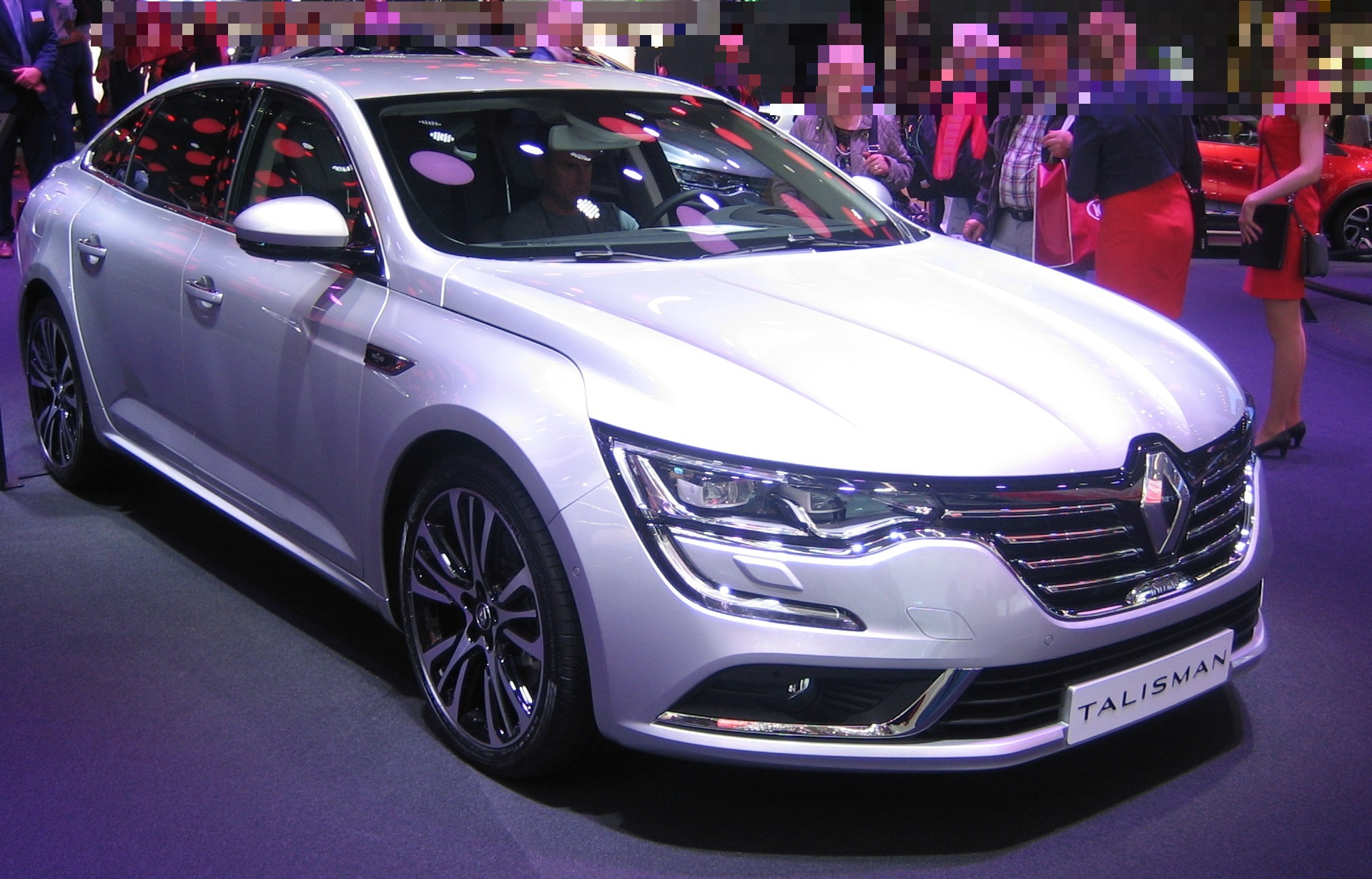
Renault Talisman

### Autosegment B
Przykładowi reprezentanci:
- Chevrolet Aveo
- Daewoo/FSO Lanos
- Dacia Logan
- Seat Córdoba
- Suzuki SX4 sedan

### Autosegment C
Przykładowi reprezentanci:
- Audi A4
- Chevrolet Cruze
- Fiat Tipo
- Mitsubishi Lancer
- Opel Astra
- Renault Mégane
- Toyota Corolla
- Volkswagen Jetta

### Autosegment D
Przykładowi reprezentanci:
- Fiat 125
- Alfa Romeo Giulia
- BMW serii 3
- Ford Mondeo
- Hyundai i40
- Mazda 6
- Mercedes-Benz klasa C
- Renault Talisman

### Autosegment E

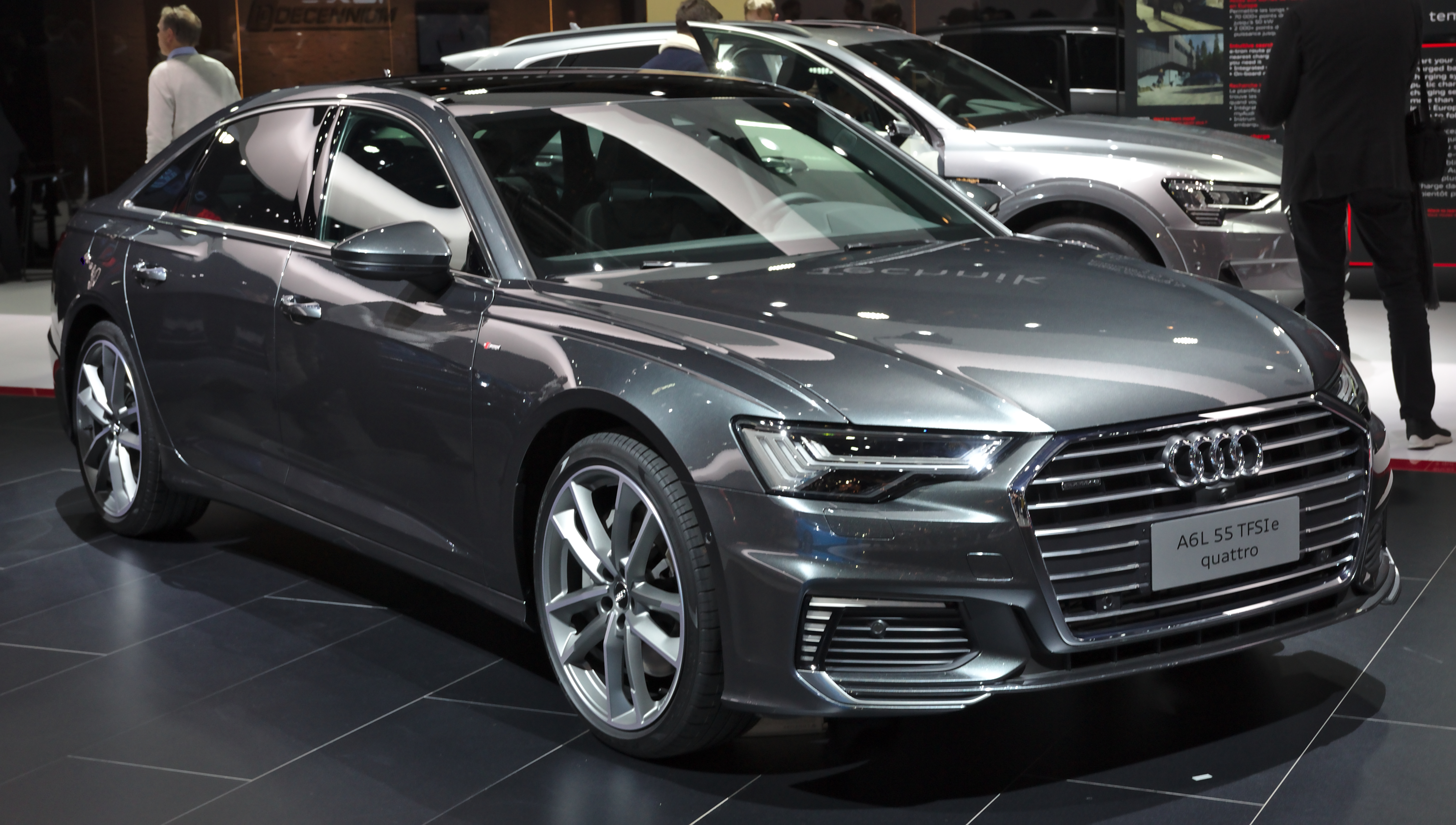
Audi A6

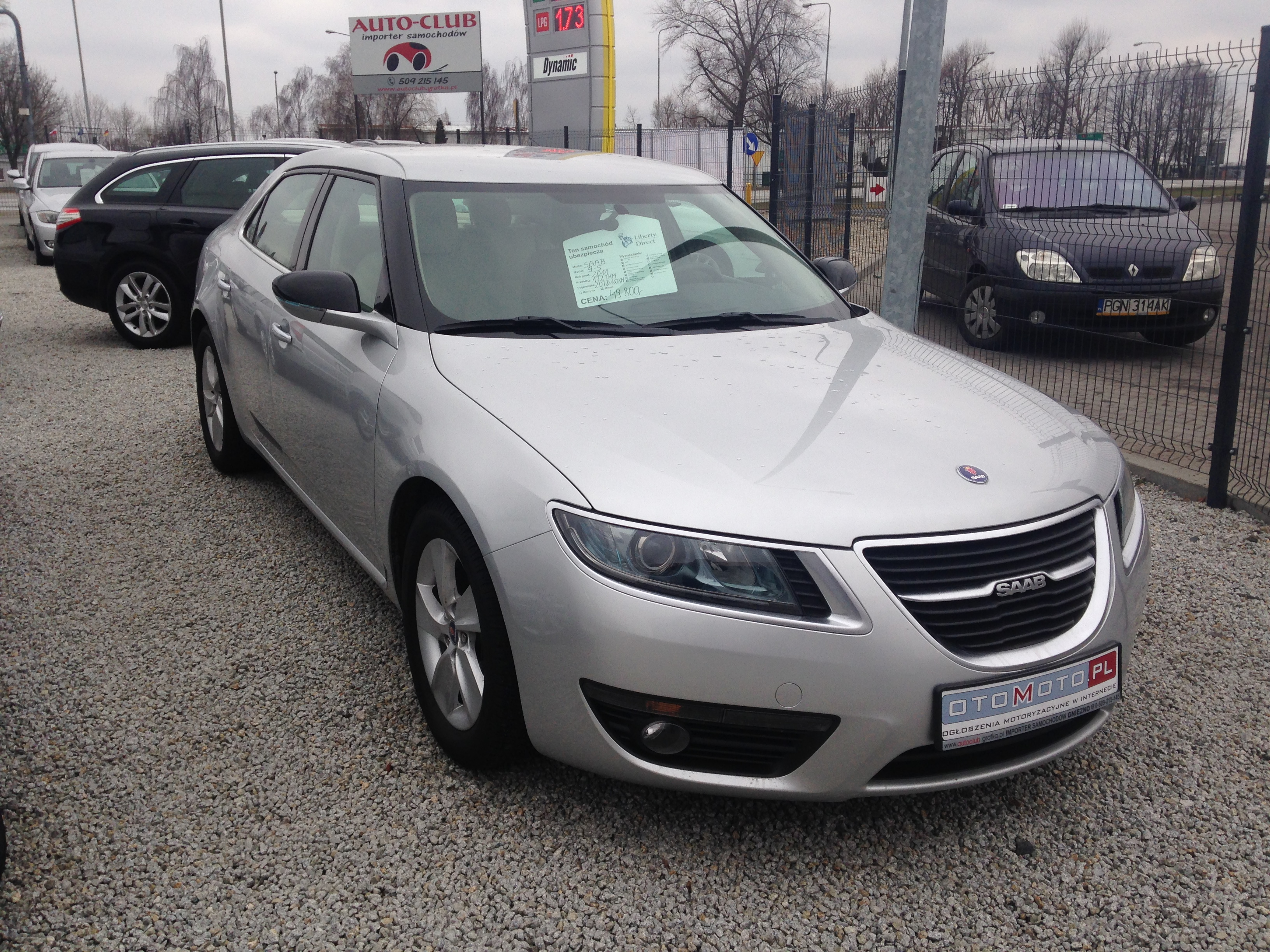
Saab 9-5 NG

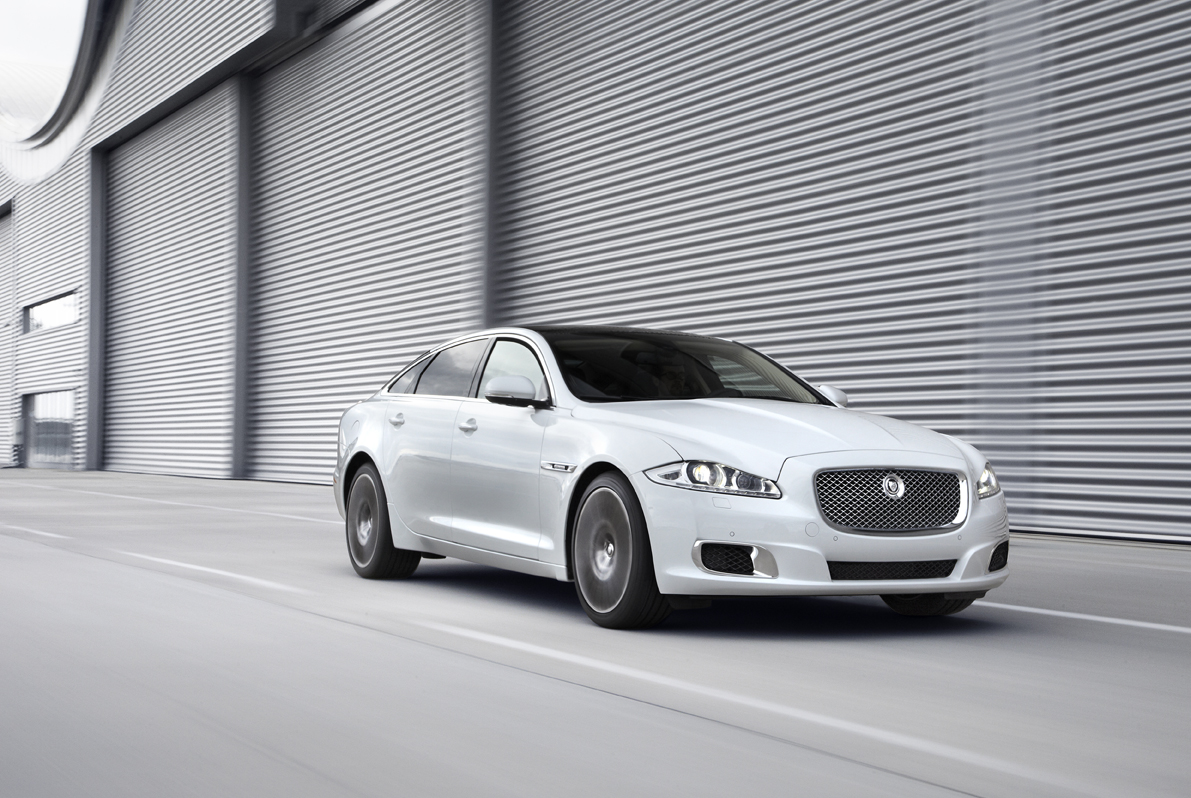
Jaguar XJ

Przykładowi reprezentanci:
- Audi A6
- BMW serii 5
- Cadillac XTS
- Chrysler 300
- Jaguar XF
- Mercedes-Benz klasa E
- Saab 9-5
- Toyota Camry
- Volvo S90

### Autosegment F
Przykładowi reprezentanci:
- Audi A8
- Bentley Continental
- BMW serii 7
- Jaguar XJ
- Lexus LS
- Maserati Quattroporte
- Mercedes-Benz klasa S
- Rolls-Royce Phantom